# Rally van Portugal 1977
De Rally van Portugal 1977, officieel 11º Rallye de Portugal Vinho do Porto, was de 11de editie van de Rally van Portugal en de derde ronde van het Wereldkampioenschap Rally in 1977. Het was de 44ste rally van het FIA Wereldkampioenschap Rally.

## Resultaten en rangschikking
| Top tien klassement | Top tien klassement | Top tien klassement                      | Top tien klassement                        | Top tien klassement | Top tien klassement | Top tien klassement | Top tien klassement |
| Pos                 | Nr                  | Rijder Navigator                         | Auto Inschrijving                          | Gr                  | Tijd                | Verschil            | Punten              |
| ------------------- | ------------------- | ---------------------------------------- | ------------------------------------------ | ------------------- | ------------------- | ------------------- | ------------------- |
| 1                   | 3                   | Markku Alén Ilkka Kivimäki               | Fiat 131 Abarth Fiat Italia                | 4                   | 06:51.47            | 0.00                | -                   |
| 2                   | 2                   | Björn Waldegård Hans Thorszelius         | Ford Escort RS1800 Ford Motor Company Ltd. | 4                   | 06:55.43            | + 3.56              | -                   |
| 3                   | 4                   | Ove Andersson Henry Liddon               | Toyota Celica 2000GT Toyota Team Europe    | 4                   | 06:56.08            | + 4.21              | -                   |
| 4                   | 5                   | Jean-Claude Andruet Christian Delferrier | Fiat 131 Abarth Fiat France                | 4                   | 07:06.34            | + 10.47             | -                   |
| 5                   | 1                   | Maurizio Verini Ninni Russo              | Fiat 131 Abarth Fiat Italia                | 4                   | 07:07.00            | + 11.13             | -                   |
| 6                   | 10                  | 'Mêquêpê' Miguel Vilar                   | Opel Kadett GT/E Manuel Queirós Pereira    | 2                   | 07:28.55            | + 37.08             | -                   |
| 7                   | 12                  | Franz Wittmann Kurt Nestinger            | Opel Kadett GT/E Franz Wittmann            | 4                   | 07:38.27            | + 46.40             | -                   |
| 8                   | 30                  | Giovanni Salvi Pedro de Almeida          | Ford Escort RS2000 Giovanni Salvi          | 1                   | 07:44.32            | + 52.45             | -                   |
| 9                   | 63                  | Américo Nunes Mira Amaral                | Porsche 911 Américo Nunes                  | 4                   | 07:46.36            | + 54.49             | -                   |
| 10                  | 24                  | Klaus Russling Klaus Krammer             | Opel Kadett GT/E Klaus Russling            | 1                   | 07:46.43            | + 54.56             | -                   |
| Niet aan de finish  |                     |                                          |                                            |                     |                     |                     |                     |
| Pos                 | Nr                  | Rijder Navigator                         | Auto Inschrijving                          | Gr                  | KP                  | Reden               | Punten              |
| NF                  | 6                   | Roger Clark Jim Porter                   | Ford Escort RS1800 Ford Motor Company Ltd. | 4                   | -                   | koppeling           | 0                   |
| NF                  | 7                   | Hannu Mikkola Arne Hertz                 | Toyota Celica 2000GT Toyota Team Europe    | 4                   | -                   | gebroken wiel       | 0                   |
| NF                  | 8                   | Fulvio Bacchelli Francesco Rossetti      | Fiat 131 Abarth Fiat Italia                | 4                   | -                   | koppeling           | 0                   |
| NF                  | 9                   | Ari Vatanen Peter Bryant                 | Ford Escort RS1800 Ford Motor Company Ltd. | 4                   | -                   | ongeluk             | 0                   |
| NF                  | 22                  | Sepp Haider Jörg Pattermann              | Opel Kadett GT/E Josef Haider              | 2                   | -                   | motor               | 0                   |

#### Statistieken
| Klassementsproeven  | Klassementsproeven |                  | Leiders | Leiders |
| Rijder              | Aantal             | Rijder           | KP      |         |
| Björn Waldegård     | 21                 | Fulvio Bacchelli | 1-12    |         |
| Ari Vatanen         | 13                 | Ari Vatanen      | 13-26   |         |
| Fulvio Bacchelli    | 5                  | Markku Alén      | 27-46   |         |
| Jean-Claude Andruet | 4                  |                  |         |         |
| Markku Alén         | 2                  |                  |         |         |
| Ove Andersson       | 1                  |                  |         |         |
| Hannu Mikkola       | 1                  |                  |         |         |

### Constructeurskampioenschap
| Pos | Constructeur   | MON | SWE | POR | KEN | NZL | GRE | FIN | CAN | ITA | FRA | GBR | Pts |
| --- | -------------- | --- | --- | --- | --- | --- | --- | --- | --- | --- | --- | --- | --- |
| 1   | Fiat           | 16  | 14  | 18  |     |     |     |     |     |     |     |     | 48  |
| 2   | Opel           | 9   | 17  | 13  |     |     |     |     |     |     |     |     | 39  |
| 3   | Ford           |     | 14  | 16  |     |     |     |     |     |     |     |     | 30  |
| 4   | Toyota         |     | 10  | 14  |     |     |     |     |     |     |     |     | 24  |
| 5   | Lancia         | 18  |     |     |     |     |     |     |     |     |     |     | 18  |
| =   | Saab           |     | 18  |     |     |     |     |     |     |     |     |     | 18  |
| =   | Porsche        | 14  |     | 4   |     |     |     |     |     |     |     |     | 18  |
| 8   | Seat           | 14  |     |     |     |     |     |     |     |     |     |     | 14  |
| 9   | Alpine-Renault | 10  |     |     |     |     |     |     |     |     |     |     | 10  |
| 10  | Volvo          |     | 8   |     |     |     |     |     |     |     |     |     | 8   |
| 11  | Lada           |     | 4   |     |     |     |     |     |     |     |     |     | 4   |